# Academia Politécnica Militar
La Academia Politécnica Militar es un establecimiento de educación superior dependiente del Ejército de Chile, la cual es formadora de los Ingenieros Politécnicos de la Institución, otorgando sólidas competencias científicas y tecnológicas en las áreas que comprenden las Ciencias Básicas y las Ciencias de la Ingeniería, y que junto a una formación valórica transversal, faculta a sus Oficiales egresados, a desempeñarse en alguna de las especialidades de Ingeniería en Sistemas, que se imparten en el instituto. 
Está ubicada en la comuna de La Reina junto a la Academia de Guerra. Su acceso es por la calle Valenzuela Llanos 623. 

## Historia
El 19 de marzo de 1926 fue creada la Academia Técnica Militar, bajo el gobierno de Emiliano Figueroa Larraín. Su primer director fue el coronel Juan Carlos Ruiz Tagle, quien fue uno de los redactores de su primer Reglamento Orgánico.
El 15 de abril de 1927 inicia sus labores en los reductos de las Fábricas y Maestranzas del Ejército. En 1928 se comenzaron a formar los primeros Oficiales Geodestas - Topógrafos, al objeto de realizar la Carta Militar de Chile. Debido a esta necesidad de contar con una mayor profesionalización del ámbito topográfico, se creó en 1930 la Academia de Topografía y Geodesia, que funcionaba en las dependencias del Instituto Geográfico Militar. 
El 4 de marzo de 1947 se fusiona la Academia Técnica Militar con la Academia de Topografía y Geodesia dando nacimiento a la actual Academia Politécnica Militar.

## Himno
Su himno institucional fue escrito por Jorge Margarit Parera y musicalizado por Fernando Lecaros Martínez.
- Himno Institucional de la Academia Politécnica Militar audio en formato ra (292KB)

## Formación académica
Posee un convenio de capacitación conjunto en modelación y simulación aplicada a los sistemas de entrenamiento y gestión con la Universidad de Florida. Además de impartir postgrados y títulos de ingeniero, la Academia realiza proyectos de investigación en áreas como:
- Propulsión
- Seguridad Informática
- Logística
- Mando y Control
- Propagación

Los programas de estudios impartidos son:
- Magíster en Ciencias Militares, mención Preparación, Evaluación y Gestión de proyectos privados, sociales y de defensa
- Magíster en Ingeniería de Sistemas Logísticos.
- Ingeniero Politécnico Militar
  - en Sistemas de Armas, mención Armamento
  - en Sistemas de Armas, mención Vehículos Militares
  - en Sistemas de Armas, mención Municiones, Propelentes y Explosivos
  - en Sistemas Logísticos, mención Mantenimiento
  - en Sistemas Logísticos, mención Abastecimiento
  - en Sistemas Logísticos, mención Administración y Finanzas
  - en Sistemas TICs, mención Comunicación
  - en Sistemas TICs, mención Informática y Computación
  - en Sistemas TICs, mención Geografía.